# Ivan Bugli
Ivan Bugli (24 luglio 1978) è un ex calciatore sammarinese, di ruolo centrocampista.

## Carriera

### Club
Dal 2000 al 2005 milita nel San Giovanni.

### Nazionale
Conta 5 presenze con la nazionale sammarinese.